# Tomtskräppa
Tomtskräppa (Rumex obtusifolius) är en flerårig ört tillhörande familjen slideväxter.